# Sankrail
Sankrail é uma vila no distrito de Haora, no estado indiano de Bengala Ocidental.

## Geografia
Sankrail está localizada a 22° 34′ N, 88° 14′ L. Tem uma altitude média de 2 metros (6 pés).

## Demografia
Segundo o censo de 2001, Sankrail tinha uma população de 25 590 habitantes. Os indivíduos do sexo masculino constituem 54% da população e os do sexo feminino 46%. Sankrail tem uma taxa de literacia de 64%, superior à média nacional de 59,5%: a literacia no sexo masculino é de 69% e no sexo feminino é de 59%. Em Sankrail, 12% da população está abaixo dos 6 anos de idade.